# 카를레인 아흐테레이크터
카를레인 아흐테레이크터(네덜란드어: Carlijn Achtereekte, 1990년 1월 29일~)는 네덜란드의 여자 스피드 스케이팅 선수이다.